# Aphytis mytilaspidis
Aphytis mytilaspidis is een vliesvleugelig insect uit de familie Aphelinidae. De wetenschappelijke naam is voor het eerst geldig gepubliceerd in 1870 door Le Baron.